# Thomas Riggs
Thomas Cooper Riggs (Hendon, 22 de maio de 1903 — Blyth, 5 de fevereiro de 1976) foi um velejador britânico, medalhista olímpico. Ele competiu nos Jogos Olímpicos de Verão de 1924 na classe 8 Metre e conquistou a medalha de prata na disputa realizada a bordo do Emily com Ernest Roney, Harold Fowler, Edwin Jacob e Walter Riggs. Quatro anos depois, ele terminou em sétimo como membro da tripulação do Feo sob o comando do capitão Roney.